# دومو عمرو
دومو عمرو (ولدت في 19 مارس 1998) هَِي لاعبة ريشة أردنية. كانت في المركز الثاني في بطولة المغرب الدولية في عامي 2014 و2015، كما فازت بسباق السيدات الزوجي في عام 2015.
فازت بلقبها الدولي الأول في بطولة أوغندا الدولية 2017، الذي شاركت فيه مع بهاءالدين أحمد الشانيك. في أوغندا في عام 2016، تم ترشيحها كأفضل لاعبة شابة تحقق في جوائز الأوسكار الرياضية الأردنية جوائز بلاك أيرس الرياضية. تحتل حاليا الترتيب 430 على مستوى العالم ( مارس 2020) 

## الروابط الخارجية
- دومو عمرو على موقع BWF.tournamentsoftware.com (الإنجليزية)
- دومو عمرو على موقع BWFbadminton.com (الإنجليزية)

- قالب:BWF